# 애도 (고흥군)
애도(艾島)는 전라남도 고흥군 봉래면 외나로도 북서쪽에 있는 섬으로, 쑥섬이라고도 불렸다. 주민은 20명이 섬을 지키고 있으며, 섬내에는 고양이가 살고 있다.

## 미디어
- KBS 2TV : 《영상앨범 산》
- SBS TV : 《생방송 투데이》

## 같이 보기
- 나로도
- 고흥군
- 욕지도
- 아오시마섬 (에히메현)